# Студанка
Студанка (чеш. Studánka) је насељено мјесто са административним статусом сеоске општине (чеш. obec) у округу Тахов, у Плзењском крају, Чешка Република.

## Становништво
Према подацима о броју становника из 2014. године насеље је имало 464 становника.